# 緊急経済安定化法
緊急経済安定化法（きんきゅうけいざいあんていかほう、Emergency Economic Stabilization Act of 2008）は、2008年10月に制定されたアメリカ合衆国の連邦法。日本では金融安定化法とも言われる。

## 概要
サブプライムローン問題やリーマン・ブラザーズの経営破綻に端を発するアメリカ発の世界的な金融不安に対処するため、最大約7000億ドルの公的資金を投入して、金融機関の不良資産を買い取ることを定めたものである。
このほか、不良資産の買い取り価格を監視するための監視委員会の設置、制度を適用する金融機関の経営者報酬や退職金の制限、経営破綻した時の預金保証上限を一時的に10万ドルから25万ドルへ引き上げ、税制優遇措置の延長などが盛り込まれている。

## 法案成立まで
金融安定化策の議論は、9月下旬から10月にかけて行われた。2008年9月28日にアメリカ議会の指導部と政府が法律案に合意。翌29日に下院で採決が行われた。しかし、採決では共和党の約7割と民主党の約4割が反対にまわり、賛成205反対228の反対多数で否決された。これはアメリカ政府や議会、また世界中の投資家にとって予想外のことであり失望させられるものであった。それによりこの日のニューヨーク証券取引所ではダウ平均株価が終値で777ドル安の史上二番目の下げ幅を記録した。そしてこれに引っ張られ、世界各国の株価が暴落局面に入った。
否決された背景として、アメリカの伝統的な「自己責任」の価値観がある。「これまで好き放題して金儲けしてきた連中が損したからと言って、なぜ税金を使ってまで救済してやらなければならないのか。『泥棒に追い銭』ではないか」という考えである。しかも、その「連中」のほとんどは貧困や社会問題や格差に対し、自己責任論を振りかざして税金による救済に反対し、一般層のみならず議員たちの感情的反感をも買っていた。この矛盾に対し、金融・投資業界側からの説明や弁明は一切なかった。それどころか、彼らは公的資金投入により自分達だけが救済された後もなお自己責任論を振りかざし、オバマケアに代表される税金による社会保障政策とそのための税負担に反対し続けている。さらに、共和党はもともと小さな政府を重視し政府の経済活動への介入に批判的な政党である上に、折しも大統領選挙や議会選挙を間近に控えた時期で、自己責任論に自己責任論で応えた有権者の機嫌をそこねてまで賛成に回りたくないという意識が働いていた。また、ナンシー・ペロシ下院議長が採決前にブッシュ大統領の政策を批判したことも、共和党議員の心象を悪くしたという見方もされている。
下院の否決を受け、アメリカ政府と上院は直ちに法案の修正を行った。修正案では顧客の預金の保護拡大や税制優遇の措置、公的資金を受けた企業の経営者の報酬制限などを盛り込み、討議の末上院では賛成74反対25で可決した。そして2008年10月3日に下院で賛成263反対171で可決、ただちにブッシュ大統領が署名し法案は成立した。

## 法律案について
この法案はアメリカ合衆国下院提出の法律番号 H.R.1424（Public Law 110-343）の中の1つである。この法律案では以下の3つの法案が一括して審議されている。
- Division A - Emergency Economic Stabilization Act of 2008
本法律案。
- Division B - Energy Improvement and Extension Act of 2008
省エネルギーの推進のため、プラグインハイブリッドカーなどの省エネルギーに貢献できる商品の税制優遇を盛り込んだ法律。
- Division C - Tax Extenders and Alternative Minimum Tax Relief Act of 2008
本法律案に関連し、代替最低税（Alternative Minimum Tax: AMT）などの税制優遇措置を定めた税救済法。